# 兹克威

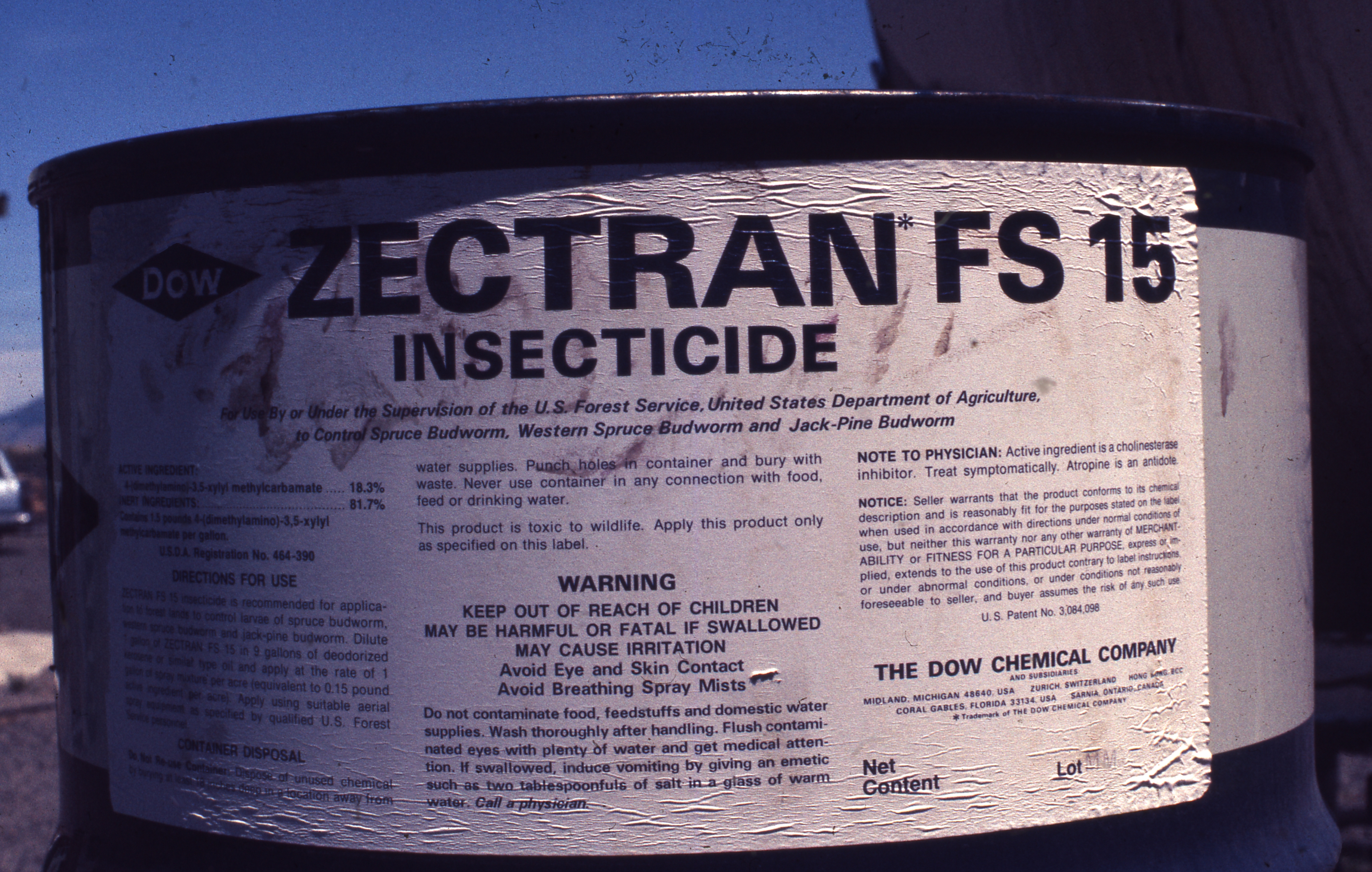
一罐兹克威

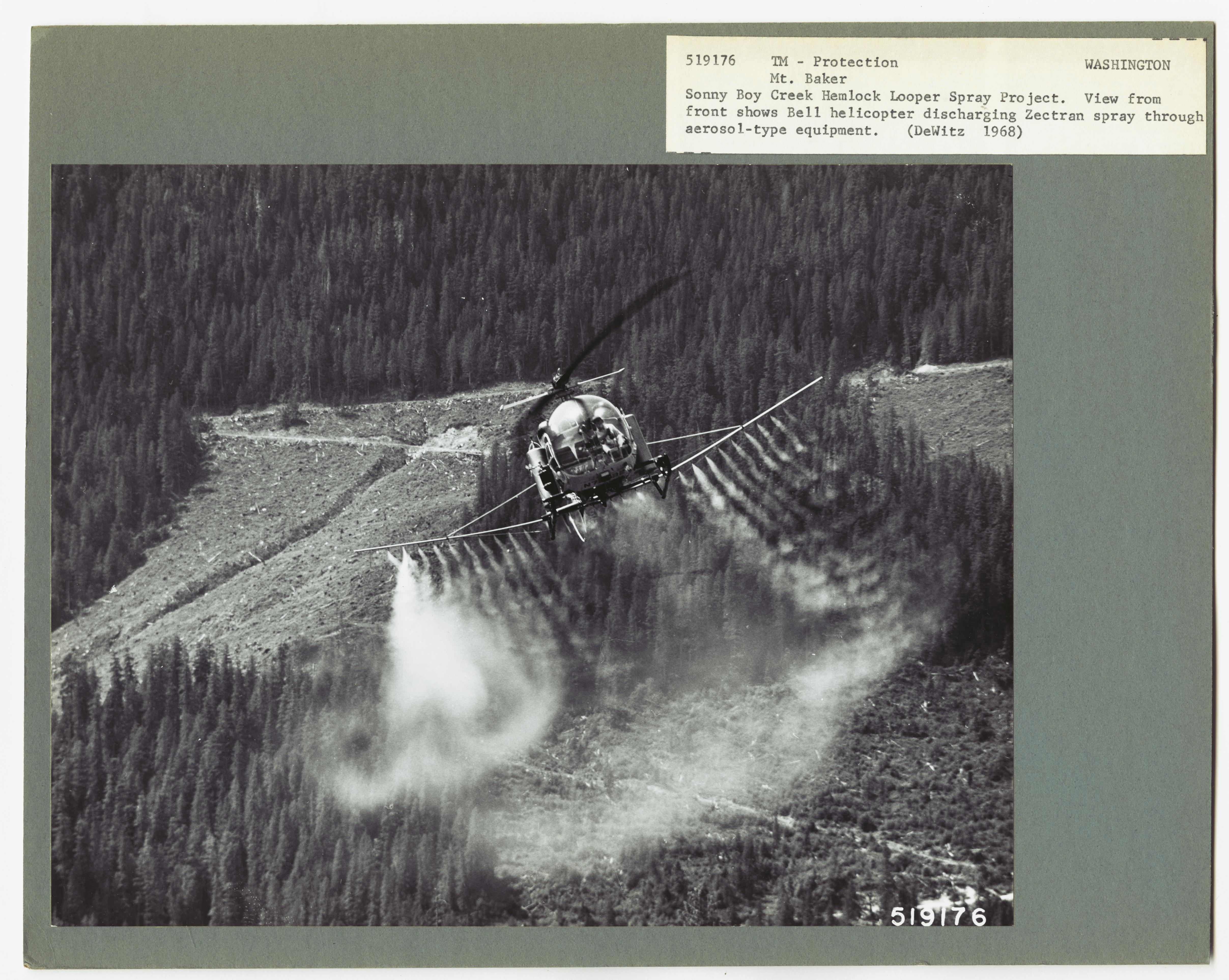
由直升机喷洒兹克威

兹克威（商品名：Zectran）是一种含氮有机化合物，分子式C12H18N2O2，属于氨基甲酸酯类农药，由亚历山大·舒尔金研发，陶氏化工在1961年推向市场‌‌，能生物降解。